# American Made
American Made (conocida como Barry Seal: Sólo en América en Hispanoamérica, y Barry Seal: El traficante en España) es una película estadounidense dirigida por Doug Liman y escrita por Gary Spinelli, sobre la vida de Barry Seal, un expiloto de TWA que se convirtió en traficante de drogas en la década de 1980 y que fue reclutado posteriormente por la CIA para realizar labores de inteligencia.

## Argumento
En 1978, un piloto de aviación llamado Barry Seal vive con su esposa Lucy en Baton Rouge, Luisiana, donde se gana la vida pilotando aviones comerciales para la aerolínea TWA hasta que un día este abandona su empleo, pero luego de esto es contactado por un agente de la CIA que se hace llamar Monty Schafer y pide a Seal, que sabe que este ha estado introduciendo de contrabando puros cubanos hacia el país a través de Canadá, que realice una serie de vuelos clandestinos y de reconocimiento para la CIA a lo largo de América Central utilizando una avioneta modelo Piper PA-60 Aerostar con cámaras instaladas porque según Schafer están tratando de evitar una creciente amenaza comunista. Por su parte, Seal acepta el trabajo y comienza a sobrevolar todo el territorio hostil, pero decide mantenerlo en secreto para Lucy, quien todavía asume que Barry aun esta trabajando para TWA sin saber que fue despedido.
En la década de 1980, Schafer le pide a Seal que comience a actuar como mensajero entre la CIA y el general Manuel Antonio Noriega en Panamá para conseguir información sobre los comunistas en la región. Durante una misión, los miembros de un cartel colombiano conformados por Jorge Luis Ochoa, Carlos Lehder y Pablo Escobar interceptan a Seal apenas aterriza en Medellín, Colombia buscando combustible para su avión y le piden que lleve su cocaína en los vuelos de regreso a los Estados Unidos. Seal acepta y comienza a llevar la cocaína del cartel a los Estados Unidos, entregando las drogas mediante airdrop en un campo alejado y en los pantanos de Luisiana, en lugar de aterrizar en un aeropuerto debido a las autoridades de aduanas. La CIA hace la vista gorda ante el contrabando de drogas, pero la DEA empieza a rastrear las andanzas de Seal. Para evitar a las autoridades, Barry y su familia deben trasladarse al remoto pueblo de Mena, Arkansas y su esposa acepta la riqueza generada por su nueva vida. Al poco tiempo la pequeña ciudad se enriquece gradualmente y se convierte en el centro del tráfico de cocaína en Estados Unidos.
Más tarde, Schafer pide a Seal que entregue armas a los Contras nicaragüenses en su base ubicada en Honduras. Pero al hacer los envíos, Seal se da cuenta de que los Contras no se toman en serio el tema de la guerra y que lo único que quieren es dinero, y comienza a intercambiar las armas con el cartel de Medellín y sigue trabajando como traficante de cocaína para el cartel colombiano. Un tiempo después, la CIA decide establecer una base de entrenamiento para los Contras en Mena y Barry es enviado a traerlos en su avión, pero muchos de ellos escapan tan pronto como aterrizan en los Estados Unidos, aunque un tiempo después estos eran capturados y de inmediato deportados.
Barry gana tanto dinero que, al no tener espacio donde guardarlo, decide enterrarlo en maletas en su patio trasero o incluso guardarlo en el hangar del aeropuerto. Un tiempo después, el hermano de Lucy y cuñado de Barry llamado JB, el cual había salido de prisión recientemente, se muda con ellos buscando un trabajo con estos, en un principio Barry quiere darle algo de dinero a JB, para que este se marche de la casa, pero Lucy le menciona que no trate de hacer tal cosa y en su lugar le pide a su esposo que por lo menos contrate a JB, para que este trabaje en el aeropuerto. Finalmente mientras trabajaba, JB descubre una de las maletas llenas de dinero en el hangar del aeropuerto y comienza a robar dinero de los Seal, inicialmente Barry reprende a su cuñado por lo que hizo y le exige a JB que este asunto no se vuelva a repetir o habrá consecuencias severas. En 1983, durante uno de sus vuelos transportando cocaína, Barry y su grupo de pilotos son interceptados por un avión jet de la DEA que les ordena que aterricen de inmediato. Pero aprovechando que sus respectivos aviones pueden volar a una velocidad más lenta que el avión de la DEA, estos cambian su curso hacia el océano y esperan un breve periodo de tiempo hasta que el avión de la DEA se canse de perseguirlos y finalmente el avión de la DEA se ve forzado a retirarse del lugar, debido al poco combustible que le quedaba en el tanque de su avión y dejan que estos escapen por el momento. Por otro lado, la División de Investigación de Fraudes Financieros del FBI empieza a indagar mediante un reporte financiero que las cifras de activos de dinero en Mena son exageradamente altas, algo que en teoría no debería ser posible por ser un pueblo pequeño, y empiezan a investigar más a fondo sobre el asunto. Tiempo después, durante otro de sus vuelos de transporte de cocaína, Barry (ahora en solitario) trata de despistar al avión de la DEA que lo viene persiguiendo por los pantanos de Luisiana, pero justo cuando Barry cree haber perdido de vista al avión jet de la DEA, súbitamente dos aviones modelo Beechcraft King Air pertenecientes a la Patrulla Fronteriza de los Estados Unidos se le aparecen y le ordenan a Barry que aterrice su avión de inmediato. Ahora completamente rodeado y sin más remedio, Barry decide aterrizar su avión en una zona residencial cercana de Luisiana, pero debido a múltiples percances en el aterrizaje, el ala derecha de su avión choca contra un árbol y luego el resto del aparato se estrella en la entrada de una casa, pero antes de que las unidades policiales en tierra lleguen al lugar y lo arresten, Barry decide comprarle una bicicleta a un chico que se encontraba en la misma casa, le entrega algo de dinero extra por los daños y huye de allí. Mientras tanto, durante una salida de almuerzo, JB se topa con el sheriff local Joe Downing en un restaurante, el cual descubre a JB cargando con un maletín lleno con el dinero blanqueado, donde momentos después este intenta escapar del lugar tras ver al sheriff, pero finalmente JB es arrestado por el mismo y llevado a la jefatura de policía. Por fortuna, Barry consigue liberar a su cuñado JB bajo fianza, pero a sabiendas de que la tontería que este provocó va a traerle serios problemas por lo que sabe, Barry decide entregarle una bolsa con una gran cantidad de dinero y un boleto de avión de primera clase hacia Bora Bora y le pide a JB que se pierda por su seguridad, ya que este no solo esta en peligro de muerte, sino que también muchas personas peligrosas trataran de matarlo para silenciarlo. Molesto por lo que ocurre, JB le exige dinero semanal si no quiere que lo delate con las autoridades e insulta a Lucy, pero justo cuando Barry lo persigue, infortunadamente JB es asesinado por una bomba oculta en su auto colocada por el cartel de Medellín, quienes previamente habían prometido "ocuparse" del problema, ante este desafortunado evento Barry decide deshacerse del auto destruido y del cuerpo de JB, lanzándolo al bosque cercano y lo oculta en la vegetación, para momentos después regresar al aeropuerto traumatizado y se encierra en su oficina, pero en eso Bill le cuestiona a Barry que es lo que harán ahora con el caso de JB, ya que si este los delata todos estarán en graves problemas, sin embargo Barry solo se limita a decirle a Bill y los demás que no deben preocuparse por JB, ya que el no dirá nada aunque también decide ocultarles todo el incidente de su muerte, que paso hace unas horas, por lo que Bill y los demás deciden confiar en su jefe y dejan de insistir.
Al día siguiente, en las oficinas de la CIA, el mismo Schafer es citado por su jefe sobre el programa de entrenamiento de los Contras, donde este le advierte que esta bastante molesto con él, debido a que gran parte del armamento que era destinado a los Contras, en realidad terminaron en manos del Cartel de Medellín y lo culpa de todo, descubriendo así Schafer la verdad de lo que realmente ocurría con Barry y sus andanzas. Días después la CIA cierra todas las bases de entrenamiento cercanas al aeropuerto de Seal y devuelven a los Contras de regreso a Nicaragua, además de ello Monty le hace saber a Barry que sus andanzas no resultaron muy bien después de todo, dejando a este a su suerte. Posteriormente, Schafer le ordena a sus compañeros de la CIA destruir inmediatamente cualquier tipo de evidencia que los vincule directamente con Barry, sus andanzas en Mena o cualquier otro artículo relacionado al caso. Mientras que por otro lado, Barry trata de deshacerse de todas las armas que le había dado la CIA para el contrabando, pero antes de que pueda deshacerse de toda la evidencia de su propiedad, Barry es rápidamente arrestado por el FBI, la DEA, la ATF y la policía del condado de Arkansas simultáneamente. Al llegar a la fiscalía del condado, Seal le cuestiona a los oficiales si lo dejaran hacer su llamada que tiene por derecho, por lo que todos los agentes de la ley acceden a darle un lapso de cinco minutos para que pueda hacer su llamada, entonces Barry decide llamar a Schafer para este que lo ayude a salir del problema en el que esta metido, pero pronto descubre que el número de Schafer esta desconectado para infortunio de Seal. Momentos después es llevado ante la fiscal del distrito de Arkansas llamada Dana Sibota, para que sea enjuiciado de múltiples cargos penales, sin embargo antes de que puedan proceder, la fiscal Sibota recibe una llamada del mismísimo Bill Clinton, que en aquel entonces era el Gobernador del Estado de Arkansas, quien le exige a la fiscal que dejen en libertad de cargos a Barry, para disgusto e inconformidad de la fiscal, así como también de los oficiales de la ATF, la DEA, la Policía del condado de Arkansas y el FBI, quienes le exigen una explicación a la fiscal de por qué lo liberan así como así. Momentos después, Barry es llevado a la Casa Blanca, donde lo convencen de hacer un nuevo trabajo para ellos. Resulta que los miembros de la Casa Blanca quieren conseguir pruebas contundentes de que los Sandinistas (Frente Sandinista de Liberación Nacional) están trabajando en conjunto con el narcotráfico colombiano y que para ello, le colocarán varias cámaras fotográficas ocultas en diferentes puntos estratégicos del avión militar que le brindarán a Barry y que de paso trate de tomar varias fotos en las cuales se pueda vincular al cartel de Medellín con los sandinistas nicaragüenses. Por su parte, Seal acepta el trato y vuela hasta Nicaragua, donde consigue pasar desapercibido el avión con las cámaras ocultas ante los sandinistas y los narcotraficantes colombianos, sin que estos lo noten y finalmente logra conseguir las fotos que los miembros de la Casa Blanca le solicitaron, en las cuales se puede ver a los sandinistas cargando la droga en conjunto con el cartel de Medellín y el mismo Pablo Escobar con el cargamento. Tras el éxito de la misión, los miembros de la Casa Blanca celebran el trabajo bien hecho por parte de Barry. Sin embargo y de forma infortunada un miembro de la Casa Blanca publica sin autorización las fotos de Barry en los medios de comunicación durante una transmisión en vivo con el presidente de los Estados Unidos, Ronald Reagan como medio de propaganda en contra de los sandinistas, lo que a su vez provoca que tanto Barry y su familia se pongan en riesgo involuntario. Ante este desafortunado evento, Barry le pide ayuda a los miembros de la Casa Blanca, pero estos deciden darle la espalda a Seal y es dejado a su suerte una vez más. Ahora y como Barry también aparece en las fotos mostradas en los medios, esto provoca que sea finalmente arrestado por el caso, donde también le son embargadas todas las joyas y el dinero que este tenía en su poder producto del narcotráfico, pero antes de ser llevado bajo custodia por las autoridades, el mismo Barry le pide a su esposa Lucy que se lleve a los niños a un lugar seguro y que los cuide ante posibles repercusiones del cartel de Medellín cuando estos se enteren de su traición y Lucy acepta los términos de su esposo y deciden irse a buscar refugio en otra ciudad donde nadie los pueda encontrar y estar a salvo. Por otro lado, el cartel se enteran de la traición de Barry por medio del los noticieros y planean buscar venganza contra el, bajo las órdenes de Pablo Escobar.
Durante una audiencia de sentencia en una corte de Arkansas, el juez declara a Barry culpable de todos los cargos, pero en lugar de enviarlo a la cárcel como Barry asumía, el juez lo sentencia a pasar solamente unas 1000 horas de servicio comunitario. Mientras pasa su días durmiendo en un motel diferente, Barry empieza a grabar en diferentes cintas de video todas sus experiencias previas, aunque también teme una posible explosión de una bomba oculta cada vez que enciende su automóvil, ya que este teme que ocurra algo similar al incidente de su cuñado JB cuando murió, aunque antes de encender su auto le pide a la gente que esta cerca del mismo que si podían por favor apartarse por su seguridad, esto con tal de protegerlos y no involucrar a ninguna persona inocente en caso de algún incidente. Ya que su servicio comunitario lo realiza en el mismo edificio del Ejército de Salvación todas las noches, Barry no puede esconderse por mucho tiempo del Cartel de Medellín y finalmente es asesinado a tiros una noche, mientras llegaba a realizar su servicio comunitario. Al día siguiente, la policía local acordona la escena del crimen y se ponen a revisar todas las grabaciones que Barry tenía en el maletero de su auto, pero en ese instante un agente de la CIA llega a la escena del crimen y le anuncia a un oficial de policía que este se ocupara de tomar toda la evidencia de Barry. Después de la muerte de Barry, la CIA decide continuar con el negocio del contrabando, donde Schafer le sugiere a su jefe la opción de utilizar a Irán para seguir llevando armas a los Contras, por otro lado, varios miembros del cartel de Medellín son arrestados por las autoridades en Miami cuando intentaban escapar y finalmente se puede ver a Lucy trabajando y ganándose la vida en un restaurante de comida rápida en Luisiana, donde también se revela que aún conserva un brazalete de diamantes que era parte de sus antiguas joyas y riquezas en Mena.

## Reparto
- Tom Cruise como Barry Seal.[4]
- Sarah Wright como Lucy Seal.[5][6]
- Jayma Mays como Dana Sibota, fiscal general del estado.[7]
- Jesse Plemons como Sheriff Joe Downing, de Mena, Arkansas.[8][9]
- Lola Kirke como Judy Downing.[9]
- Domhnall Gleeson como Monty Schafer.[10]
- Mauricio Mejía como Pablo Escobar.[10]
- Caleb Landry Jones como JB, el hermano de Lucy.
- Connor Trinneer como George W. Bush.

## Producción

### Desarrollo
En el verano de 2013, el guionista Gary Spinelli buscaba un proyecto basado en hechos reales. Sobre la característica adicional de "American Made", Spinelli dijo

Buscaba pequeños trozos de historia ocultos. Pequeñas historias que afectaron eventos globales más grandes y me encontré con la historia de Mena. Y siempre quise hacer una película de gánsteres. Goodfellas es una de mis películas favoritas y siempre estuve a la caza para tratar de encontrar mi versión de eso. Y una vez que comencé a investigar la participación de la CIA en Mena, el mismo nombre seguía apareciendo, era este personaje de Barry Seal. Tan pronto como encontré a Barry, supe que tenía una película.

La película originalmente se tituló  Mena  y en 2014 apareció en The Black List, una encuesta que muestra los mejores guiones no producidos en Hollywood. El 14 de enero de 2015, se anunció que Tom Cruise y se reuniría con el director de Edge of Tomorrow, Doug Liman para la película titulada originalmente Mena.

### Selección del reparto
Sarah Wright, Jayma Mays y Domhnall Gleeson se agregaron al elenco en abril. Jesse Plemons, Caleb Landry Jones y Lola Kirke se agregaron al elenco en mayo de 2015.

### Rodaje
La fotografía principal de la película comenzó el 27 de mayo de 2015, en Georgia. El rodaje se llevó a cabo en los condados de Cherokee, Clayton, DeKalb, Fulton, Gwinnett, Morgan y Pickens. El 20 de agosto de 2015, llegó a Colombia de la mano de la productora colombiana Dynamo quien participa en el rodaje Tom Cruise aterriza en Medellín, Colombia, y el 31 de agosto llegó a Santa Marta, luego de haber aterrizado en el Aeropuerto Simón Bolívar, para explorar los lugares de rodaje de la película.

### Accidente aéreo
El 11 de septiembre de 2015 un accidente aéreo producido en el set de la película ubicado en Colombia, mató a dos personas y causó graves lesiones al piloto del avión. El avión (un bimotor Piper PA-60 Aerostar matrícula N164HH), que transportaba miembros de la tripulación (tres pilotos estadounidenses), regresaba al Aeropuerto Olaya Herrera, cuando se topó con el mal tiempo y perdió el control. El accidente se produjo en el municipio de San Pedro de Los Milagros. Los muertos fueron más tarde identificados como Carlos Berl y Alan Purwin, el fundador y presidente de HeliNet Aviation, una empresa que ofrece tecnología de vigilancia aérea a las agencias gubernamentales; ambos pilotos ya habían trabajado en otras películas. El piloto estadounidense Jimmy Lee Garland resultó gravemente herido y fue trasladado a un hospital local.

## Estreno
En mayo de 2015, Universal programó la película para que fuera estrenada el 6 de enero de 2017.